# C.J. Ham
Cortez Thaddeus Ham Jr. (Duluth, 22 luglio 1993) è un giocatore di football americano statunitense che gioca nel ruolo di fullback per i Minnesota Vikings della National Football League (NFL).

## Carriera
Dopo non essere stato scelto nel Draft NFL 2016, Ham firmò con i Minnesota Vikings, il quinto giocatore dell'Augustana College a firmare con una squadra della NFL. Nella sua stagione, nel ruolo di running back, non scese mai in campo. Nell'estate successiva passò stabilmente nel ruolo di fullback Riuscì ad entrare nei 53 uomini del roster per la stagione regolare e nel secondo turno contro i Pittsburgh Steelers, segnò il suo primo touchdown su una corsa da una yard. La sua stagione 2017 si concluse con 7 corse per 13 yard e 7 ricezioni per 68 yard.
Nel 2019, Ham disputò tutte le 16 partite facendo registrare 17 ricezioni per 149 yard e un touchdown, venendo convocato per il suo primo Pro Bowl.
Il 16 marzo 2020, Ham firmò con i Vikings un rinnovo contrattuale quadriennale del valore di 12,25 milioni di dollari.

## Palmarès
- Convocazioni al Pro Bowl: 2

2019, 2023